# Bathysciadiidae
Bathysciadiidae is een familie van weekdieren uit de klasse van de Gastropoda (slakken).

## Geslachten
- Bathyaltum Haszprunar, 2011
- Bathypelta Moskalev, 1971
- Bathysciadium Dautzenberg & H. Fischer, 1900
- Bonus Moskalev, 1973
- Xenodonta Warén, 1993